# Jean Maréchal
Jean Baptiste Raymond Maréchal (Orléans, 27 febbraio 1910 – Trappes, 23 dicembre 1993) è stato un ciclista su strada francese, professionista dal 1928 al 1947.
Vinse una edizione della Parigi-Tours, nel 1930; nello stesso anno fu vincitore anche della Parigi-Roubaix, ma fu declassato in seconda posizione alle spalle di Julien Vervaecke.
Suo figlio Alain corse fra i dilettanti concludendo i Campionati del mondo di mezzofondo di San Sebastián al terzo posto nel 1965.

## Palmarès

### Strada
- 1928

Campionati francesi, Prova in linea dilettanti
Grand Prix de Thizy
Parigi-Soissons
- 1929

Parigi-Soissons
- 1930

Parigi-Tours
Course de Cote de Nice

### Pista
- 1931

Critérium des As (Longhchap)
- 1934

Critérium international d'Hiver de demi-fond

## Piazzamenti

### Grandi Giri
- Tour de France

1931: 32º
- Giro d'Italia

1930: ritirato

### Classiche monumento
- Milano-Sanremo

1931: 59º
- Parigi-Roubaix

1930: 2º
1931: 39º
1932: 13º
1937: 31º